# Johann Eck
Johann Eck eller Johannes Eckius, egentligen Johann Mayer, född den 13 november 1486 i Eck i Schwaben, död den 15 februari 1543 i Ingolstadt, var en tysk romersk-katolsk teolog. Eck var motståndare till reformationen och författade många skrifter riktade mot Martin Luther. Under en disputation i Leipzig förfäktade han den romersk-katolska kyrkans ståndpunkt och menade att Luther skulle dömas.

## Biografi
Eck blev 1510 professor och 1512 tillika prokansler vid universitetet i Ingolstadt, som under hans inflytande omskapades till en centralhärd för den anti-reformatoriska agitationen. Eck, som redan tidigt gjort sig känd såsom en glänsande talare och särskilt såsom en stridslysten och hänsynslös, för sin bländande sofistiska dialektik fruktad disputator, strävade alltifrån den reformatoriska rörelsens begynnelsedagar oavlåtligt efter att tillkämpa sig en ledande roll i striden mot densamma och var den förste mera betydande teologen som uppträdde mot Luther.
Som humanistiskt inspirerad teolog stod han först på god fot med Luther, men då Luther hade offentliggjort sina 95 teser svarade Eck med ett motangrepp. Hans "randanmärkningar" (Obelisci, 1518) riktade mot Luthers teser framkallade i sin tur motskrifter både från Luther själv (Asterisci) och från Andreas Karlstadt. En offentlig disputation mellan Karlstadt och Eck utsattes att äga rum i Leipzig 27 juni-16 juli 1519. Luther, som i de just pågående förmedlingsförsökens intresse utlovat att, om han inte provocerades, avhålla sig från varje strid, skulle enligt den ursprungliga avsikten stått helt utanför saken. Då Ecks teser offentliggjordes, visade de sig emellertid vara vida mindre riktade mot Karlstadt än mot Luther själv. Luther, som härigenom ansåg sig löst från sitt löfte, offentliggjorde nu motteser, och Ecks disputation med Karlstadt blev så blott ett förspel till ordskiftet mellan honom och Luther. 
Medan Eck vunnit en tämligen lätt seger över Karlstadt, lyckades det Luther, trots Ecks formella överlägsenhet, att ge åhörarna ett starkt intryck av sin saks rättvisa. För Eck medförde disputationen inte den triumf han hoppats på. Det väntade bifallet från främmande högskolor uteblev i stort sett, och i flera stridsskrifter som kom från humanistiska kretsar utsattes han för ett bitande hån. Förbittrad över detta begav han sig 1520 med sitt stora arbete De primatu Petri adversus Ludderum till Rom för att utverka en påvlig bannbulla mot Luther. Efter en del svårigheter lyckades detta honom också (bullan Exsurge Domine), och han fick själv uppdraget att offentliggöra den i sitt hemland. Men där bereddes honom nya missräkningar: överallt märkte han vilken utbredning Luthers tankar vunnit. På flera ställen förbjöds promulgationen, och han själv utsattes för många vidrigheter.
Emellertid fortsatte han alltjämt med alla medel sin kamp. Han skrev en handbok med argument mot lutheraner, Enchiridion locorum communium adversus ludderanos (1525), som kom ut i 90 upplagor, medräknat översättningar. 1526 disputerade han i Baden mot Johannes Oecolampadius och andra reformerta teologer. Den ögonblickliga triumf han här vunnit byttes dock i nederlag vid en disputation i Bern 1528. 1530 ledde han vid riksdagen i Augsburg i spetsen för mer än 20 katolska teologer författandet av den Augsburgiska bekännelsens "Konfutation". 
Även i de senare "religionssamtalen", bland annat i Hagenau, Worms och Regensburg 1540-1541, deltog han som en alltid lika stridslysten förkämpe för katolicismen och påvedömet. En samling av sina teologiska stridsskrifter gav han ut med titeln Operum Jo. Eckii contra Lutherum tomi I-IV (1530-35).